# Elvira García y García
Elvira García y García Bert (Lambayeque, 1 de junio de 1862-Lima, 23 de octubre de 1951) fue una educadora peruana, profesión a la que se consagró con pasión por más de sesenta años. Pionera del fomento de la educación para la mujer. Fundadora, directora y profesora de varios colegios y escuelas. Fundó en el Callao el Liceo Peruano (1883) destinado a la formación de señoritas. Dirigió el Liceo Fanning de Lima entre 1894 y 1914, semillero de la intelectualidad femenina peruana. Fundadora del primer jardín de infancia o kindergarten (educación preescolar) del Perú en 1902. Fue también periodista y colaboradora en numerosas publicaciones, así como autora de diversos libros entre los que podemos destacar La mujer peruana a través de los siglos.    En su memoria, un colegio nacional de mujeres ubicado en el distrito de Pueblo Libre (Lima) lleva su nombre.

## Biografía
Nació el 1 de junio de 1862 en Lambayeque, costa norte del Perú. Fue hija del contralmirante Aurelio García y García y de Eulogia Bert. Inició sus estudios en el Colegio de Educandas de Trujillo, culminándolos en Lima. Empezó a dedicarse a la enseñanza en 1880, cuando contaba con dieciocho años de edad, como profesora del Colegio Santa Isabel.
En 1883 fundó en el Callao el Liceo Peruano para la enseñanza de señoritas. En 1884 se graduó de profesora de Instrucción Primaria e inmediatamente fue designada para dirigir la Escuela Municipal Nº 10 del Callao, que ejerció durante diez años, hasta 1894. En 1890 la Comisión de Instrucción Primaria le otorgó el diploma de Preceptora. 
Nuevamente en Lima, el 1 de marzo de 1892 tomó la dirección del Liceo Fanning, institución fundada por la también notable educadora y escritora Teresa González de Fanning y destinada a la educación femenina. Allí Elvira realizó su labor más destacada, durante 20 años (de 1894 a 1914), iniciando una serie de reformas destinadas a elevar el nivel de la enseñanza, y que mostraron una concepción más moderna de la docencia. Entre las innovaciones llevadas a cabo se cuenta la introducción de cursos de educación física, para lo cual contrató a la profesora estadounidense Elsie Wood. No faltaron padres de familia que consideraron inconvenientes o dañinos para sus hijas esos ejercicios físicos y las apartaron del colegio. En 1900 organizó entre las alumnas una "sociedad auxiliadora de los pobres" con el fin de recaudar fondos para distribuirlos entre las familias necesitadas. Pero la labor de dicha sociedad fue malinterpretada, lo que, sumado a la negativa de algunas alumnas nuevas a colaborar, conllevaron a la supresión de la misma. Pero sin duda, la más importante de sus reformas fue la fundación en 1902 del primer kindergarten froebeliano, como anexo del liceo, que fue el verdadero primer jardín de infancia del Perú, para niños de 2 a 7 años. 
En 1906 obtuvo el título de profesora de Segunda Enseñanza en la Universidad Nacional Mayor de San Marcos, siendo la primera vez que dicho grado era otorgado por una universidad peruana. Entre 1909 y 1910 tuvo a su cargo la revista El Hogar y la Escuela. Colaboró también en la revista Variedades de Lima.
En 1915 el presidente José Pardo y Barreda le encomendó la dirección del Colegio de Educandas de Nuestra Señora de las Mercedes del Cuzco, que se encontraba en crisis. Durante cuatro años realizó allí importantes reformas e innovaciones, no sólo en el campo pedagógico sino también en lo referente a la promoción social. 
Entre 1917 y 1918 recorrió Argentina, Uruguay y Brasil, para conocer de cerca la realidad educativa en dichos países. De vuelta a Lima, y como fruto de sus experiencias, instituyó una Academia de Enseñanza Superior para Mujeres, que funcionó de 1920 hasta 1932. 
Al fundarse en 1928 el primer Colegio Nacional de Mujeres (llamado después Rosa de Santa María) fue nombrada profesora de Castellano y posteriormente fue directora desde 1931 hasta su jubilación en 1941. También dio clases en el Colegio Nacional Alfonso Ugarte, ejerciendo con una vitalidad asombrosa, incluso hasta la avanzada edad de 80 años.
Luego de su retiro, siguió colaborando con el magisterio y la niñez, para lo cual creó la Sociedad ¡Salvemos a los Niños!, cuya presidencia ejerció hasta su muerte. Fue además socia activa de casi todas las instituciones culturales y filantrópicas limeñas y de algunas internacionales, y vicepresidenta honoraria del Consejo Nacional de Mujeres del Perú. 
Elvira García y García falleció en la ciudad de Lima el 23 de octubre de 1951, a la avanzada edad de 89 años. El 28 de noviembre de 1952, por D.S. N° 9230 se dispuso que el antiguo Liceo Lima llevara su nombre (actual Institución Educativa Elvira García y García).
En 2022 recibió un reconocimiento póstumo por parte del Ministerio de la Mujer y Poblaciones Vulnerables (MIMP) del Estado Peruano, el cual, mediante un decreto en ocasión del 8 de marzo, otorgó la condecoración “Orden al Mérito de la Mujer” a Elvira García y García Bert y otras 24 mujeres peruanas, siendo destacadas por su tarea en la defensa de los derechos y por promover la igualdad de género. En particular, Elvira García y García Bert fue reconocida por "su contribución en la promoción de los derechos de las mujeres desde el campo de la educación".

## Obras
De su abundante bibliografía destacamos las siguientes obras:
- La escuela primaria "Dos de Mayo" (1878).
- Lecciones de historia del Perú (1894-1907).
- El amigo de las niñas (1894).
- El amigo de los niños (1896).
- Composición castellana (1897-1908).
- Educación femenina correspondiente a la misión social que debe llenar la mujer en América (1908).
- Lecciones de zoología e higiene (1909).
- La mujer moderna en su casa: contiene todo lo que la mujer debe conocer para ser buena ama de casa (1919).
- El alma del niño (1924), prologado por Manuel Vicente Villarán.
- La mujer peruana a través de los siglos (2 vols. 1924-1925), conjunto de decenas de semblanzas de mujeres peruanas.[4] [5] [6] [7]
- La educación del niño (1924).
- El diario de una maestra (1927), obra con observaciones en torno a la educación de la juventud.
- Literatura preceptiva (1927).
- Historia literaria (1927).
- Cruzada a favor del niño (1938).
- Historia de los jardines de la infancia en Lima (1939).
- El problema educacional (estudios y observaciones) (1939).
- Frente a la humanidad (1942), obra de carácter pacifista.
- Unión de fuerzas espirituales (1943).
- Modelando el porvenir. Reflexiones sobre cultura moral (1944).
- Voces lejanas. Cuentos, leyendas, poemas, añoranzas, reflexiones y anhelos de paz (1944).
- Fraternidad americana (1946).
- Espíritu de cooperación (1947).
- ¡Salvemos a los niños!  (1947).
- La mujer y el hogar (1947).
- Caminos de la vida (1948).

Entre las diversas publicaciones en las que colaboró se cuentan los diarios El Comercio, La Prensa, La Crónica, y las revistas Actualidades, El Hogar y la Escuela (Directora de la revista), La Mujer Peruana, Mundial, Bien del Hogar, Pensamiento Peruano de Lima, La Mañana y El Amigo de Montevideo.